# Cleome regnellii
Cleome regnellii är en paradisblomsterväxtart som beskrevs av August Wilhelm Eichler. Cleome regnellii ingår i släktet paradisblomstersläktet, och familjen paradisblomsterväxter. Inga underarter finns listade i Catalogue of Life.